# Мазурок Юрій Антонович
Ю́рій Анто́нович Мазуро́к (18 липня 1931, Красник, Польща — 1 квітня 2006, село Новодар'їно, Одинцовський район, Московська область, Росія) — російський оперний співак (баритон). Народний артист СРСР (1976).

## Біографія
Юрій Мазурок народився в сім'ї адвоката Антона Степановича Мазурка і вчительки Варвари Іванівни Мазурок (до шлюбу — Ковальська). Початкову школу відвідував з 1938 року в Краснику. У 1942—1944 роках навчався в Сокальській гімназії, де закінчив другий та третій класи. Середню школу закінчив 1948 року у Володимирі-Волинському, куди разом із батьками був депортований з Холмщини. Того ж року вступив на хіміко-технологічний факультет Львівського політехнічного інституту. Здобувши диплом, у 1955 році став аспірантом на відділі хімії нафти при цьому ж навчальному закладі.
Ще студентом він виступав на самодіяльній сцені — співав із симфонічним оркестром Львівської політехніки, причому вже тоді виконував складні партії, зокрема Жермона в «Травіаті» Джузеппе Верді та Євгенія Онєгіна в (однойменній опері Петра Чайковського). Побувавши на одному з таких концертів, видатний артист Львівського оперного театру Павло Кармалюк порадив молодому талантові вдосконалювати майстерність у консерваторії. 1956 року Мазурок, перебуваючи в Москві, зайшов до ректора Московської консерваторії Олександра Свєшникова. Пояснив, що виступає в самодіяльності й, з поради багатьох знайомих, хоче навчатися співу. Вислухати Мазуркове виконання романсу Миколи Лисенка «Безмежне поле» ректор запросив викладача консерваторії, народного артиста РРФСР Сергія Мігая. Той сказав, що Мазурок має все покинути й серйозно навчатися співу.
У 1957 році Юрій Мазурок вступив до Московської консерваторії імені Петра Чайковського. Навчався в класі Сергія Мігая, був одним із його улюблених студентів. Одного разу на репетиції старий професор, усміхнувшись, передбачив Мазуркові цікаве творче майбуття й додав, що Юра нагадує йому себе самого замолоду. Наприкінці 1959 року, після смерті Мігая, Юрій Мазурок перейшов у клас Анатолія Долива-Соботницького. У 1960 році захистив дипломну роботу на тему опери «Євгеній Онєгін» і вступив до консерваторської аспірантури, у клас Оксани Свєшникової. Ще студентом узяв участь у Міжнародному музичному фестивалі «Празька весна» 1960 року й здобув другу премію, а під час навчання в аспірантурі, яку закінчив у 1963-му, мав третю премію на Другому міжнародному конкурсі вокалістів імені Джордже Енеску (1961) і другу премію на Другому Всесоюзному конкурсі вокалістів імені Михайла Глинки (1962).
1963 року влаштувався працювати стажистом у московському Великому театрі. Невдовзі він вийшов на провідні позиції. У тому ж таки 1963-му він виконав партію Євгенія Онєгіна — найважливішу в його житті. Упродовж усієї артистичної кар'єри Мазурок трактував її по-різному. У його дипломній роботі Онєгін відзначається шляхетністю й м'якістю. А на сцені Великого театру Мазурок наголошує на темі руйнівної самотності, герой у його трактуванні доволі приземлена людина, мінлива й суперечлива. Олена Образцова підкреслила у Мазурковому виконанні цієї партії творчий розвиток, глибоке розуміння музики, вміння передати багатогранний характер героя. Артисту притаманна гнучкість голосу — від ліричності до жорсткості, сценічна невимушеність виконання, виразна інтонація й чудова дикція. Володимира Кудряшова в Мазурковому Онєгіні вражала аристократичність, як і самого співака в повсякденному житті.
Про свою партію Онєгіна сам Мазурок сказав:
| «З цієї ролі почалося моє сценічне життя, а тепер я відчуваю, що це була моя доля. По-моєму, залишається неперевершеним режисерський варіант Бориса Олександровича Покровського у Великому театрі СРСР. Якщо виконання чотирьох головних ролей — Тетяни, Онєгіна, Ольги і Ленського — на хорошому художньому рівні, то публіка завжди по-справжньому насолоджується... Звичайно, незабутні зустрічі на сцені із солістками Великого театру Тамарою Милашкіною і Маквалою Касрашвілі, а також із найвидатнішим сучасним виконавцем партії Ленського — Володимиром Атлантовим»[1]. Оригінальний текст (рос.) «С этой роли началась моя сценическая жизнь, а теперь я чувствую, что это была моя судьба. По-моему, остается непревзойденным режиссерский вариант Бориса Александровича Покровского в Большом театре СССР. Если исполнение четырех главных ролей — Татьяны, Онегина, Ольги и Ленского — на хорошем художественном уровне, то публика всегда получает истинное наслаждение… Конечно, незабываемы встречи на сцене с солистками Большого театра Тамарой Милашкиной и Маквалой Касрашвили, а также с самым выдающимся современным исполнителем партии Ленского — Владимиром Атлантовым». |
Восени минулого року разом із колегами Юрій виїжджав на гастролі до Італії. Він виконував партію Андрія Болконського за першої постановки опери «Війна і мир» на міланській сцені.
Партія Андрія Болконського — одна із найскладніших у світовому оерному репертуарі. Вона потребує від співака відмінних вокальних даних і великої сценічної майстерності. Юрій впорався із цим завданням. Італійці палко вітали радянського співака і влаштували овацію після закінчення вистави.
Мав м'який, гарний голос і жвавий темперамент.
Серед його партій — Євгеній Онєгін (однойменна опера Петра Чайковського), князь Єлецький (його ж «Пікова дама»), Веденецький гість («Садко» Миколи Римського-Корсакова), Андрій Болконський («Війна і мир» Сергія Прокоф'єва), Царьов (його ж «Семен Котко»), Фігаро («Севільський цирульник» Джакомо Россіні) та багато інших.
1975 року дебютував у театрі «Ковент-Гарден», а три роки по тому — в «Метрополітен-опері» в партії Жермона («Травіата» Джузеппе Верді).
Мазурок часто співав у Віденській державній опері, зокрема 1979 року виконав роль Ескамільйо в опері «Кармен», поставленій під керівництвом Франко Дзеффіреллі.
Був відомий як чудовий виконавець російських романсів.
Ю. А. Мазурок помер 1 квітня 2006 року (за іншими джерелами — 17 лютого в Москві) у своєму будинку, в передмісті Москви. Похований у Москві, на Троєкуровському кладовищі Троєкуровському кладовищі.
Оперний співак світової слави — Юрій Мазурок — наш сучасник, львів'янин, ліричний баритон, соліст Великого театру в Москві, народний артист СРСР. Він завоював симпатії знавців та любителів оперного мистецтва в Австрії, Бельгії, Великій Британії, Іспанії, Італії, Канаді, Німеччині, Польщі, США, Угорщині, Франції, Чехії, Швейцарії, Югославії, Японії та в інших країнах.
Лондонська «Тайме» писала, що виконавській манері Юрія Мазурка притаманні точне володіння голосом в поєднанні з вільними виразними жестами: це дозволяє йому передавати найтонші нюанси різних за стилем творів. Газета «Дейлі телеграф» відзначала рідкісний дар співака відчувати аудиторію.
Французька критика дала дуже влучну лаконічну оцінку — король вокалу. Непересічний талант Ю. Мазурка гідно оцінили такі корифеї оперного мистецтва, як Герберт фон Караян, Курт Г. Адлер, Франко Дзефіреллі, а партнерами в оперних спектаклях були всесвітньовідомі співаки М. Гяуров, X. Каррерас, К. Річареллі, Р. Скотто, О. Образцова та багато інших.
Окремо слід відзначити важкий конкурс в Монреалі (Канада, 1967), програма якого включала твори, що дуже відрізнялися за стильовими ознаками — від Й. С. Баха до сучасних композиторів. Та майже непереборною трудністю виявилася ще одна його умова, а саме — виконання спеціально написаного для конкурсу твору канадського композитора Гаррі Соммерса «Кайас» — пісні в стилі індіанського заклинання в супроводі тамтаму, дзвіночка, маленького барабану і флейти, причому вокальну партію треба було співати на півтону вище від звучання флейти. Перша премія Юрія Мазурка засвідчила унікальний дар співака глибоко проникати в образну сферу виконуваних творів.
Серед інших відмінних рис творчої особистости Мазурка славетна співачка Ірина Архипова виділила вроджену інтелігентність та інтелект, що проявлявся в тонкому художньому смаку та мистецькій інтуїції співака. Вже в самій манері співу Юрія відчувається впевненість та оптимізм при максимальній внутрішній зосередженості, зібраності, концентрації усіх духовних сил. Яскравий ліричний баритон повного діапазону, рівний у всіх регістрах, легкий, сріблистого тембру, в якому поєдналися баритонова соковитість з теноровою гнучкістю.
Юрій Мазурок не тільки бездоганно володіє чудовим голосом, але має дар сценічного перевтілення. Коли співає Мазурок, то здається, що він не на землі, а над землею. Його натхнення, одухотворене мистецтво захоплює партнерів і чарує слухачів. Він є зіркою першої величини. Якось італійці, слухаючи оперу «Тоска» Дж. ГІуччіні у Великому театрі, були переконані, що партію Скарпіа співає італієць-гастролер і прийшли за куліси привітати свого співвітчизника.
Високим рівнем майстерности відзначаються і концертні виступи Ю. Мазурка. Його камерний репертуар є досить різноманітним — це романси та пісні Ф. Шуберта, Р. ПІумана, Г. Малера, П. Чайковського, С. Рахманінова, Е. Гріґа та ін. Кожен свій виступ Юрій Мазурок завершує виконанням українських народних пісень, в яких проявилася ще одна відмінна риса нашого прославленого земляка — проникливий ліризм. І це цілком природно, бо українська душа відрізняється особливою м'якістю, ліричністю. Юрій Мазурок також завжди включає в програму своїх концертів твори українських композиторів — М. Лисенка, К. Стеценка, Я. Степового, Я. Лопатинського, Д. Січинського, А. Кос-Анатольського, пропагуючи українську музику в цілому світі.
Мистець часто гастролює в Україні (Київ, Харків, Чернівці й особливо Львів). Син видатного актора — Юрій Мазурок теж досяг значних успіхів на мистецькій ниві — він концертмейстер Оперного театру в Штутґарті (Німеччина).

## Оперний репертуар
- Євгеній Онєгін («Євгеній Онєгін», Петро Чайковський; 1963)
- Веденецький гість («Садко», Микола Римський-Корсаков; 1963)
- Андрій Болконський («Війна і мир», Сергій Прокоф'єв; 1963)
- Князь Єлецький («Пікова дама», Петро Чайковський; 1963)
- Жермон («Травіата», Джузеппе Верді; 1963)
- Другий корабельник («Казка про царя Салтана», Микола Римський-Корсаков; 1963)
- Іллюша («Жовтень», Вано Мураделі; 1964)
- Альберт («Вертер», Жуль Массне; 1964)
- Щелкалов («Борис Годунов» М. Мусоргского)
- Деметрій («Сон літньої ночі», Бенджамін Бріттен; 1965)
- Фігаро («Севільський цирульник», Джоакіно Россіні; 1968)
- Ді Поза («Дон Карлос», Джузеппе Верді; 1968)
- Валентин («Фауст», Шарль Ґуно; 1969)
- Царьов («Семен Котко», Сергій Прокоф'єв; 1970)
- Граф ді Луна («Трубадур», Джузеппе Верді; 1972)
- Скарпія («Тоска», Джакомо Пуччіні; 1973)
- Ескамільйо («Кармен», Жорж Бізе; 1973)
- Роберт («Іоланта», Петро Чайковський; 1974)
- Ґульєльмо («Так чинять усі жінки», Вольфґанґ Амадей Моцарт; 1978)
- Ренато («Бал-маскарад», Джузеппе Верді; 1979)
- Сільвіо («Паяци», Руджеро Леонкавалло; 1985)
- Мазепа («Мазепа», Петро Чайковський; 1986)
- Ріґолетто («Ріґолетто» Джузеппе Верді; 1989)
- Енріко («Лючія ді Ламмермур», Ґаетано Доніцетті; 1995)
- Амонасро («Аїда», Джузеппе Верді; 1997)
- Фердінандо («Дуенья», Сергій Прокоф'єв)
- Марсель («Богема», Джакомо Пуччіні)
- Рилєєв («Декабристи», Юрій Шапорін)
- Мізгир («Снігурочка», Микола Римський-Корсаков)
- Грязной («Царська наречена», Микола Римський-Корсаков)
- Демон («Демон», Антон Рубінштейн)

## Нагороди і звання
- Лауреат Міжнародного музичного фестивалю «Празька весна» (друга премія, 1960)
- Лауреат Другого Міжнародного конкурсу вокалістів імені Джордже Енеску (третя премія, 1961, Бухарест)
- Лауреат Другого Всесоюзного конкурсу вокалістів імені Михайла Глинки (друга премія, 1962)
- Лауреат Монреальського міжнародного конкурсу виконавців (перша премія, 1967)
- Заслужений артист РРФСР (1968)
- Народний артист РРФСР (1972)
- Народний артист СРСР (1976)
- Два ордени Трудового Червоного Прапора (1971, 1981)
- «Жар-птах» («Жар-птица») — найвища нагорода Міжнародної спілки музичних діячів (1996)